# 남유진 (1953년)
남유진(南洧鎭, 1953년 4월 7일 ~ )은 대한민국의 공무원, 정치인이다. 제18·19·20대 경상북도 구미시장을 지냈다.

## 학력
- 1966년 선산초등학교 졸업
- 1969년 대구중학교 졸업
- 1972년 경북고등학교 졸업
- 1976년 서울대학교 철학과 학사
- 1988년 서울대학교 행정대학원 행정학 석사
- 1998년 조지타운 대학교 대학원 경영학 석사 수료
- 2013년 금오공과대학교 대학원 경영학 박사

## 약력
- 제22회 행정고등고시 합격
- 경북 청송군수
- 행정자치부 교부세과장, 공기업과장
- 대통령비서실 행정수석실 행정관(1992)
- 대통령비서실 정무수석실 국장(2000)
- 구미시 부시장(2001. 2 ~ 2003. 9)
- 금오공과대학교 겸임교수(2002, 2003)
- 국가청렴위원회(부패방지위원회) 홍보협력국장
- APEC 반부패 투명성 T/F 회의 한국대표(2005)
- 캘리포니아주 무역친선대사
- 한국행정학회, 한국지방재정학회, 한국정보학회 정회원
- 한국리더십학회 이사, 선주문학회 회원
- 경영지도사 자격 취득(1991, 상공부장관)
- 경상북도시장군수협의회장(2014. 7 ~ 2016. 6)
- 민선 6기 전국시장군수구청장협의회 공동회장단 대표(감사, 2014. 8 ~ 2016. 6)
- 제19~21대 경북 구미시장(2006년 7월 ~ 2018년 1월, 새누리당)[1]
- 자유한국당 경북도지사 예비후보
- 자유한국당 이철우 경상북도지사 후보 선거대책위원회 공동선대위원장

## 저서
- 미국 정치와 행정(나남출판, 1999년)
- 미국 지방자치의 이해(집문당, 2005년)

## 역대 선거 결과
|  | 75.90% |

|  | 53.90% |

|  | 52.50% |

## 같이 보기
- 청송군수
- 구미시장